# Стрибки у воду на Чемпіонаті світу з водних видів спорту 2017 — трамплін, 3 метри (жінки)
Змагання зі стрибків у воду з триметрового трампліна серед жінок на Чемпіонаті світу з водних видів спорту 2017 відбулися 20 і 21 липня.

## Результати
Попередній раунд розпочався 20 липня о 10:00. Півфінали відбулися 20 липня о 15:30. Фінал відбувся 21 липня о 18:30.
Зеленим позначено фіналісток
Блакитним позначено півфіналісток
| Місце | Стрибунка             | Країна          | Попередній раунд | Попередній раунд | Півфінал   | Півфінал   | Фінал      | Фінал      |
| Місце | Стрибунка             | Країна          | Очки             | Місце            | Очки       | Місце      | Очки       | Місце      |
| ----- | --------------------- | --------------- | ---------------- | ---------------- | ---------- | ---------- | ---------- | ---------- |
| 1     | Ши Тін Мао            | Китай           | 353.30           | 1                | 380.45     | 1          | 383.50     | 1          |
| 2     | Ван Хань              | Китай           | 344.35           | 2                | 354.90     | 2          | 359.40     | 2          |
| 3     | Дженніфер Абель       | Канада          | 335.00           | 3                | 337.60     | 4          | 351.55     | 3          |
| 4     | Грейс Рід             | Велика Британія | 284.00           | 14               | 309.60     | 8          | 336.70     | 4          |
| 5     | Меддісон Кіні         | Австралія       | 310.95           | 6                | 324.80     | 5          | 335.50     | 5          |
| 6     | Памела Вейр           | Канада          | 317.25           | 5                | 338.25     | 3          | 335.10     | 6          |
| 7     | Христина Ільїних      | Росія           | 317.85           | 4                | 311.90     | 7          | 319.40     | 7          |
| 8     | Інге Янсен            | Нідерланди      | 307.75           | 7                | 303.45     | 10         | 307.85     | 8          |
| 9     | Марія Полякова        | Росія           | 288.75           | 11               | 294.60     | 11         | 299.20     | 9          |
| 10    | Нур Дабіта Сабрі      | Малайзія        | 285.10           | 13               | 321.70     | 6          | 292.35     | 10         |
| 11    | Анабель Сміт          | Австралія       | 299.10           | 8                | 306.75     | 9          | 268.95     | 11         |
| 12    | Джулія Вінсент        | ПАР             | 270.20           | 17               | 289.65     | 12         | 265.90     | 12         |
| 13    | Ин Яньї               | Малайзія        | 291.10           | 10               | 285.30     | 13         | Не пройшли | Не пройшли |
| 14    | Долорес Ернандес      | Мексика         | 293.00           | 9                | 285.05     | 14         | Не пройшли | Не пройшли |
| 15    | Аранча Чавес          | Мексика         | 266.10           | 18               | 278.25     | 15         | Не пройшли | Не пройшли |
| 16    | Анастасія Недобіга    | Україна         | 273.00           | 16               | 274.65     | 16         | Не пройшли | Не пройшли |
| 17    | Альона Хамулькіна     | Білорусь        | 285.20           | 12               | 273.35     | 17         | Не пройшли | Не пройшли |
| 18    | Кім На Мі             | Південна Корея  | 281.10           | 15               | 272.25     | 18         | Не пройшли | Не пройшли |
| 19    | Дафне Вілс            | Нідерланди      | 264.50           | 19               | Не пройшли | Не пройшли | Не пройшли | Не пройшли |
| 20    | Елена Бертоккі        | Італія          | 262.35           | 20               | Не пройшли | Не пройшли | Не пройшли | Не пройшли |
| 21    | Джессіка-Флоріан Фавр | Швейцарія       | 261.15           | 21               | Не пройшли | Не пройшли | Не пройшли | Не пройшли |
| 22    | Кая Скжек             | Польща          | 260.35           | 22               | Не пройшли | Не пройшли | Не пройшли | Не пройшли |
| 23    | Таммі Такагі          | Бразилія        | 257.45           | 23               | Не пройшли | Не пройшли | Не пройшли | Не пройшли |
| 24    | Мішель Гаймберг       | Швейцарія       | 253.50           | 24               | Не пройшли | Не пройшли | Не пройшли | Не пройшли |
| 25    | Brooke Schultz        | США             | 248.80           | 25               | Не пройшли | Не пройшли | Не пройшли | Не пройшли |
| 26    | Кетрін Торранс        | Велика Британія | 245.50           | 26               | Не пройшли | Не пройшли | Не пройшли | Не пройшли |
| 27    | Маха Ейсса            | Єгипет          | 245.40           | 27               | Не пройшли | Не пройшли | Не пройшли | Не пройшли |
| 28    | Марсела Марич         | Хорватія        | 245.35           | 28               | Не пройшли | Не пройшли | Не пройшли | Не пройшли |
| 29    | Анка Серб             | Румунія         | 244.95           | 29               | Не пройшли | Не пройшли | Не пройшли | Не пройшли |
| 30    | Мікаела Бутер         | ПАР             | 231.40           | 30               | Не пройшли | Не пройшли | Не пройшли | Не пройшли |
| 31    | Moon Na-yun           | Південна Корея  | 230.30           | 31               | Не пройшли | Не пройшли | Не пройшли | Не пройшли |
| 32    | Луана Ліра            | Бразилія        | 228.85           | 32               | Не пройшли | Не пройшли | Не пройшли | Не пройшли |
| 33    | Елізабет Кві          | Нова Зеландія   | 221.70           | 33               | Не пройшли | Не пройшли | Не пройшли | Не пройшли |
| 34    | Женев'єве Грін        | Литва           | 220.95           | 34               | Не пройшли | Не пройшли | Не пройшли | Не пройшли |
| 35    | Тіна Пунцель          | Німеччина       | 220.30           | 35               | Не пройшли | Не пройшли | Не пройшли | Не пройшли |
| 36    | Діана Пінеда          | Колумбія        | 218.55           | 36               | Не пройшли | Не пройшли | Не пройшли | Не пройшли |
| 37    | Кріста Палмер         | США             | 216.70           | 37               | Не пройшли | Не пройшли | Не пройшли | Не пройшли |
| 38    | Ганна Письменська     | Україна         | 216.60           | 38               | Не пройшли | Не пройшли | Не пройшли | Не пройшли |
| 39    | Фрідеріке Фраєр       | Німеччина       | 212.40           | 39               | Не пройшли | Не пройшли | Не пройшли | Не пройшли |
| 40    | Прісіс Прісіс         | Куба            | 196.00           | 40               | Не пройшли | Не пройшли | Не пройшли | Не пройшли |